# Leesouder

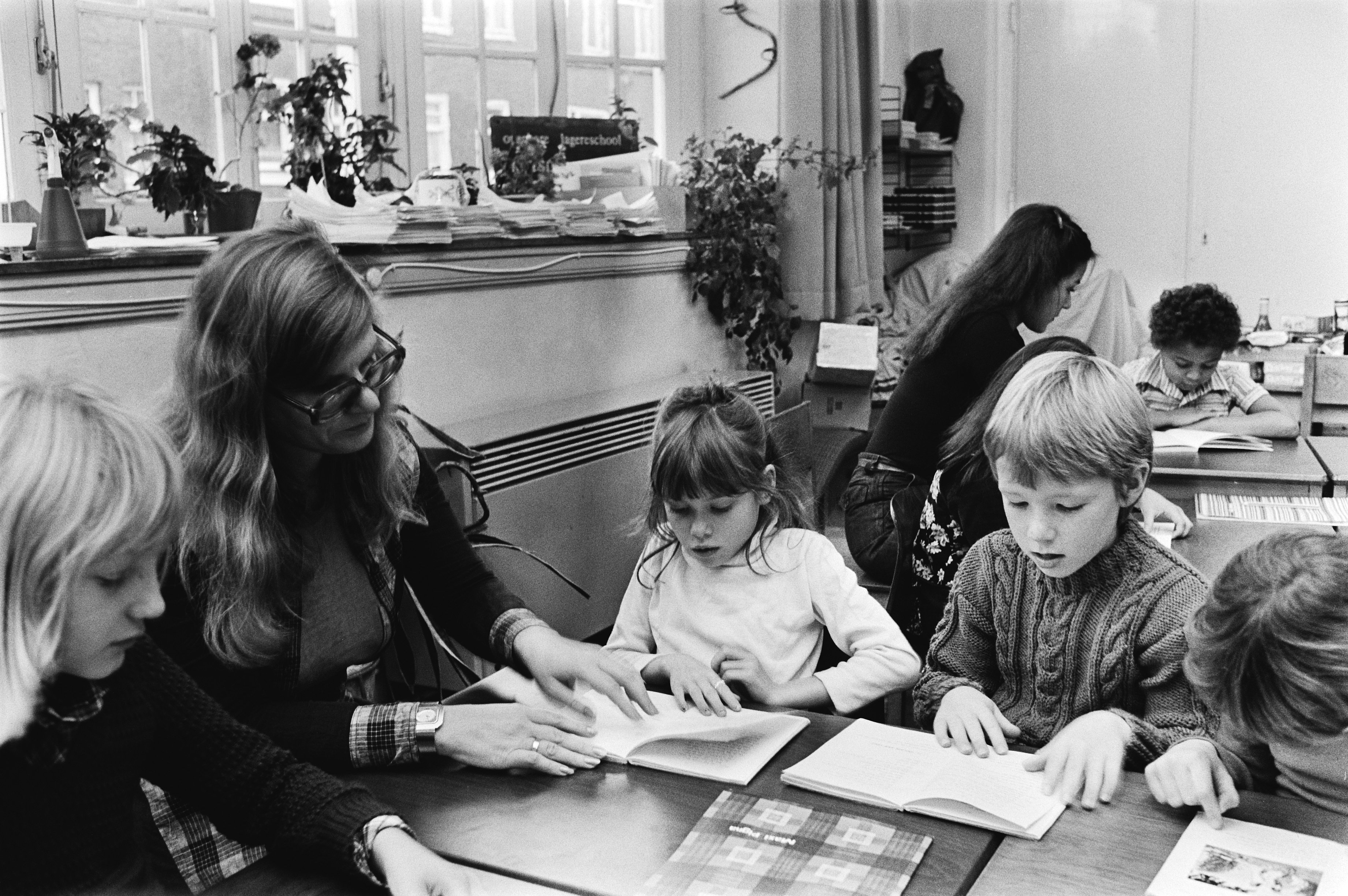
Leesmoeders in de klas, 1979

Een leesouder is een vrijwilliger die komt helpen bij het lezen op de basisschool. Vaak is dit de ouder van een van de kinderen, de "(voor)leesmoeder" of "(voor)leesvader", maar ook kan het een opa of oma zijn. Ook leerkrachten in opleiding doen dit vaak als onderdeel van hun vakdidactische stage.

## Voorlezen

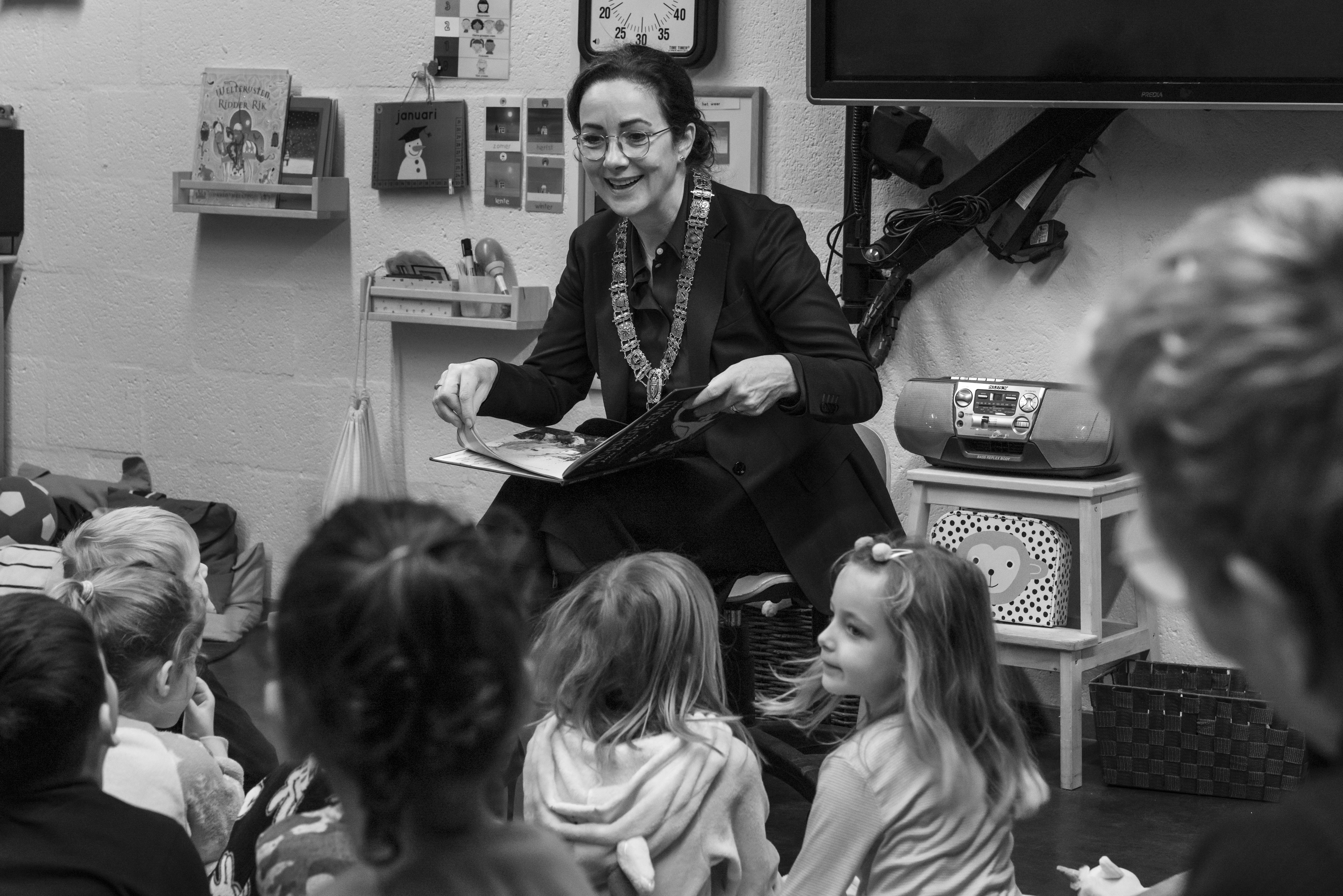
Burgemeester Halsema leest voor op een basisschool in het kader van de voorleesdagen 2020

Soms wordt met de term "(voor-)leesouder" iemand bedoeld die in de (kleuter-)klas een verhaal(tje) komt voorlezen, zoals bijvoorbeeld als aanvulling van het "begrijpend luisteren", of gewoon als plezierig alternatief van de les, of ook als onderdeel van een actie ter bevordering van het lezen.
Jaarlijks zijn er in Nederland de Nationale voorleesdagen, waarbij ook bekende Nederlanders voorlezen aan kinderen op basisscholen. Voorlezen helpt een kind met het vergroten van zijn of haar woordenschat, en het taalbegrip van het kind.

## Leesniveau
Meestal wordt dit leesniveau door middel van toetsen vastgesteld, zoals de BRUS-toets, DMT-toets of de AVI-toets. Aan de hand van deze toetsuitslagen wordt de klas in homogene groepjes verdeeld en neemt een leesouder een groepje onder zijn of haar hoede, en laat de kinderen om de beurt lezen.
Aan het einde van groep 3/eerste leerjaar, maar ook nog in groep 4/tweede leerjaar treden er meestal grote verschillen op in het leestempo en -niveau dat de leerlingen aankunnen. Aan het eind van groep 5/derde leerjaar wordt doorgaans het hoogste AVI-niveau bereikt. Vanaf groep 6/leerjaar 4 wordt er daarom vaak niet meer met leesgroepjes gewerkt.
Het gedifferentieerd lezen met behulp van leesouders heeft in Vlaanderen vooral de bedoeling de zwakkere lezers meer te ondersteunen, wat ook gebeurt. Maar ondertussen oefenen de snelle lezers natuurlijk ook meer, zodat de verschillen eerder groter dan kleiner worden. Het wordt in de aanvang nog wel toegepast, in een verder stadium doet men eerder beroep op de taakleerkracht. De echt zwakke lezers worden doorgaans opgevangen in het buitengewoon lager onderwijs.
In Nederland wordt het lezen in groepjes door sommige leerkrachten onterecht gezien als een mogelijkheid om zowel de zwakkere als de sterkere lezers op niveau te laten lezen en zich zodoende te laten ontwikkelen. Dit ook omdat in Nederland kinderen met leerproblemen steeds vaker binnen de basisschool worden opgevangen in plaats van dat verwijzing volgt naar het speciaal onderwijs. Zie hiervoor ook inclusief onderwijs of weer samen naar school.

## Kritiek
Nadeel is dat de ouder geen didactische kennis heeft waardoor er problemen kunnen ontstaan in het leesproces van de kinderen. Daarnaast kan de vraag worden gesteld of het gewenst is dat ouders van klasgenootjes toegang hebben tot vertrouwelijke didactische informatie.

Het werken in niveaugroepen kan ervoor zorgen dat de verschillen tussen kinderen groter worden: het zogenaamde Matteüseffect. Hierbij worden de goede lezers steeds beter en de risicolezers steeds zwakker. Zij krijgen namelijk geen goede voorbeelden te zien waaraan zij zich kunnen optrekken. Ook zien zij meer ongemotiveerd gedrag van elkaar. Het lezen in leesgroepen met kinderen van hetzelfde niveau heeft nadelige gevolgen voor de zwakke lezers. Ook voor de gemiddelde lezers leiden leesgroepen niet tot betere leesresultaten.

Er zijn voldoende andere werkvormen om de risicokinderen meer leestijd te geven, zoals duo-lezen, tutor-lezen, koorlezen. Ook kan de leerkracht gebruikmaken van convergente differentiatie.

## Trivia
- Naar analogie met leesouders, worden soms ook zwemouders en computerouders ingeschakeld; zie ook Ouderparticipatie.